# 포타주
포타주(프랑스어: potage)는 프랑스식 수프의 일종이다. 국물이 맑은 콩소메와 달리, 루를 첨가하거나 재료를 퓌레해 걸쭉하게 만든 프랑스 요리이다. 한국에서 서양식 수프라 하면 흔히 포타주를 말한다.

## 사진 갤러리

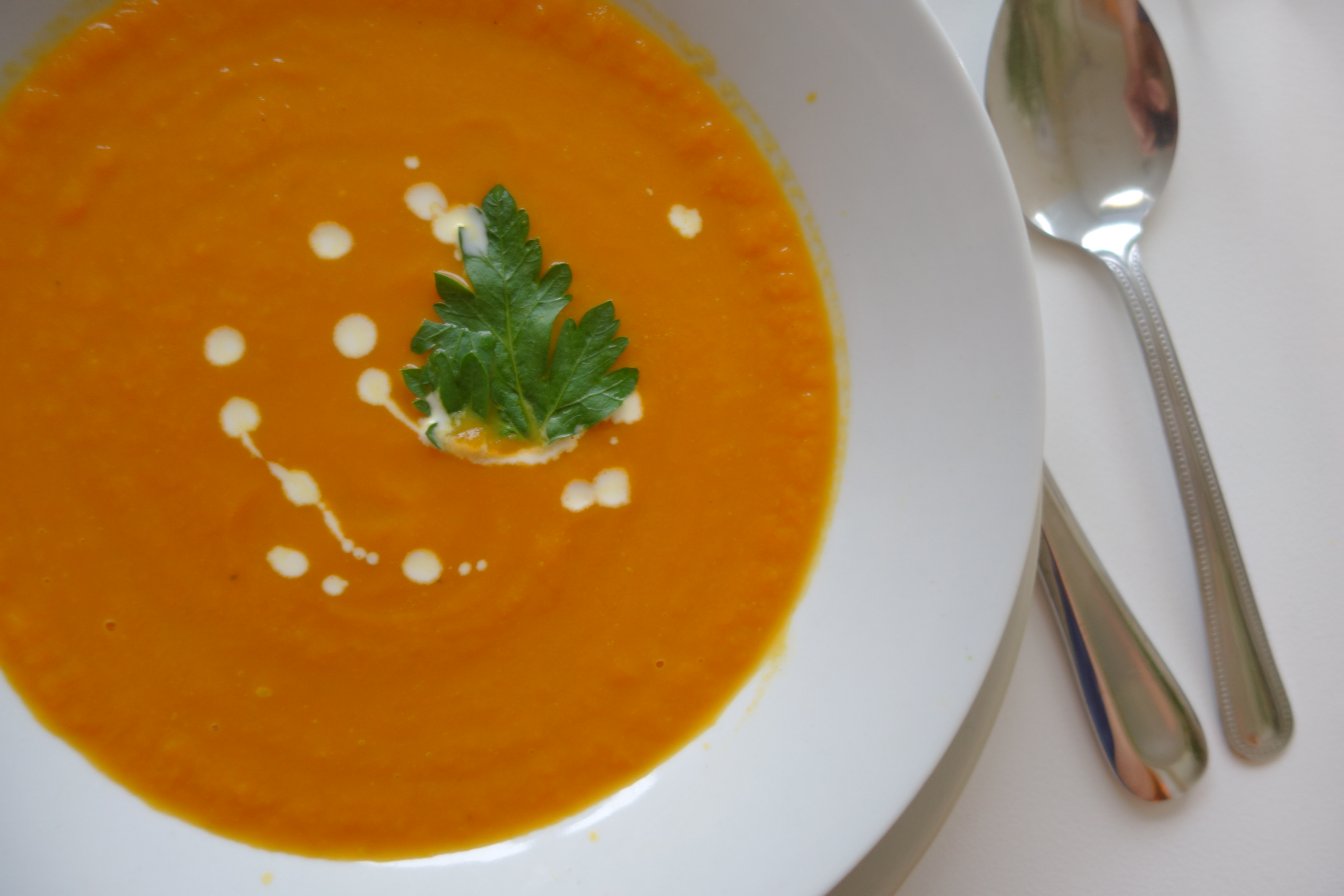
당근 포타주
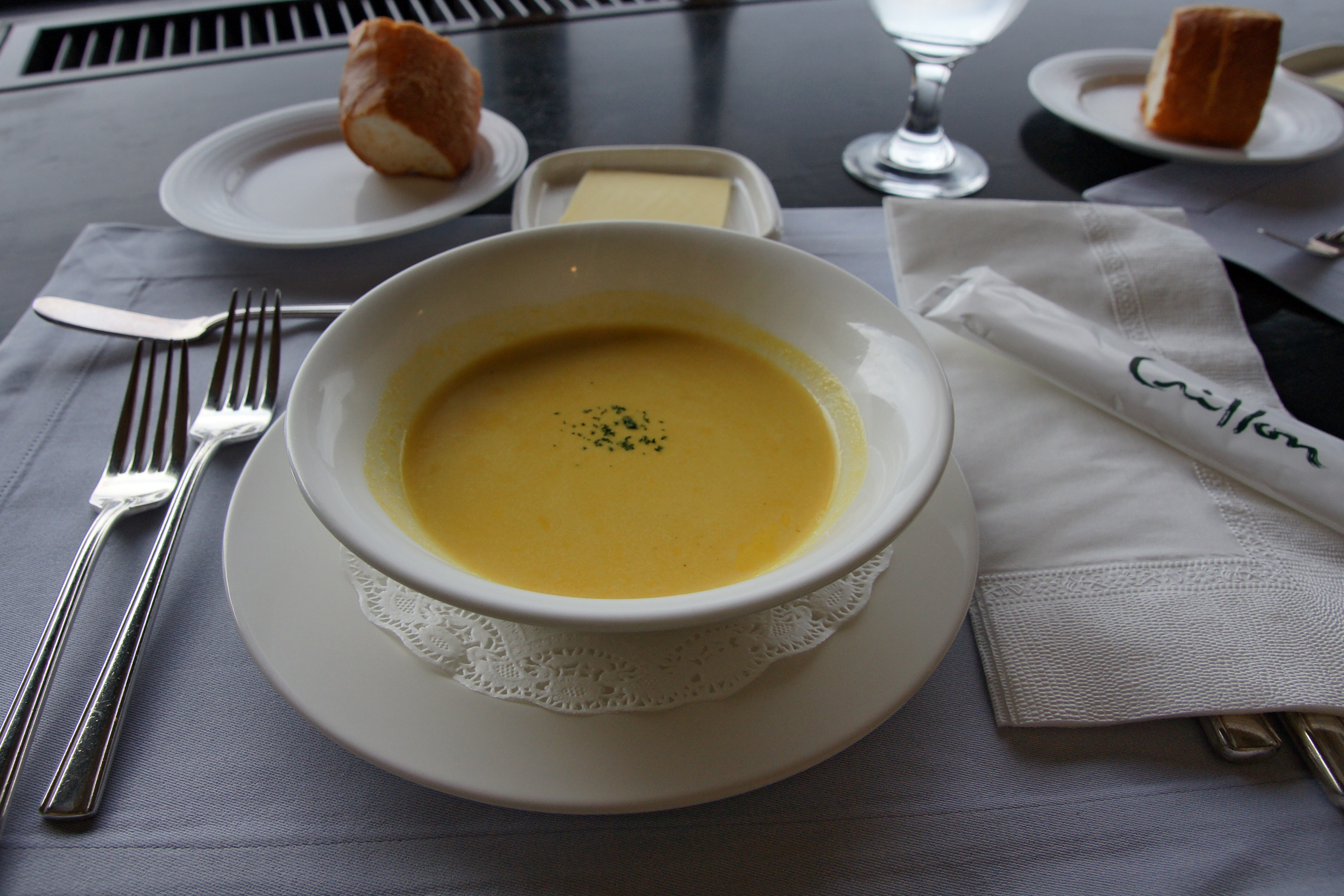
호박 포타주
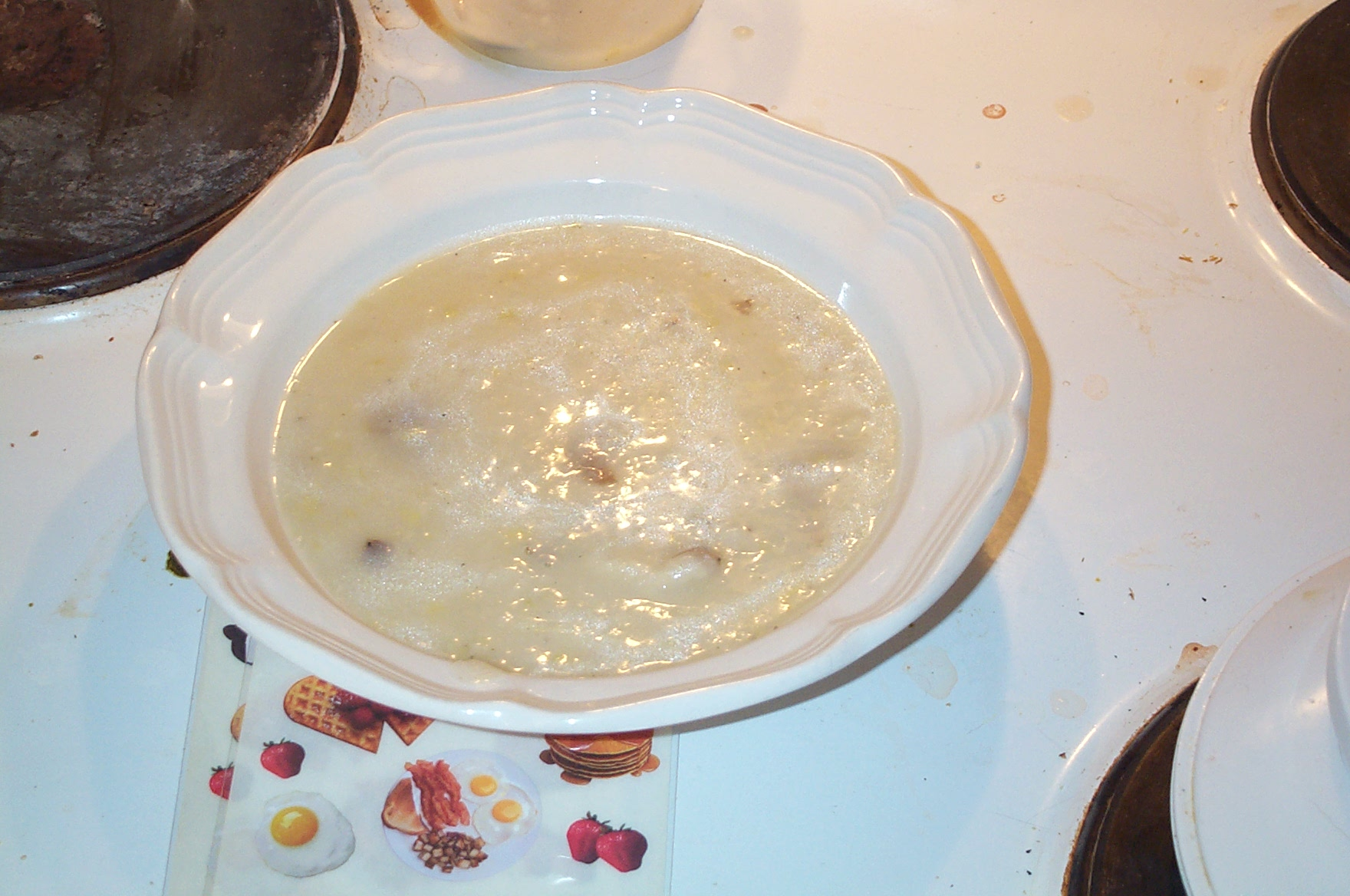
송로 감자 포타주

## 같이 보기
- 에스카르고
- 비스크
- 수프
- 콩소메
- 포리지
- 블루테